# Neguri Gane
Neguri Gane és un gratacel de 145 metres de Benidorm, Marina Baixa, País Valencià. És el quart edifici més alt de Benidorm.
Es caracteritza per les seues formes arredonides a causa de l'ocupació d'una planta de base cilíndrica. El seu nom significa alt de la ciutat d'hivern en basc i fa referència al barri de Neguri del municipi biscaí de Getxo. La seua silueta recorda a l'edifici Torres Blancas (Madrid), obra de l'arquitecte Francisco Javier Sáenz de Oiza.

## Construcció
El gratacel va ser construït l'any 2002, la qual cosa li va donar la primera posició en els gratacels més alts de Benidorm, però això va durar tan sols uns mesos, ja que el Gran Hotel Bali, amb 41 metres més, va ser construït en aquest mateix any. El Neguri Gane li va llevar el lloc de més alt de Benidorm a la Torre Levante, de 120 metres d'altura i en primera línia de platja, que va ser construïda el 1985.
Els seus arquitectes són Pérez-Guerras Arquitectos & Ingenieros i Julio Pérez Gegundez, i va ser promogut pel biscaí José Ignacio de la Serna, del Grupo Arcentales. L'estructura en formigó armat, va ser dissenyada per l'Estudio d'Ingeniería Florentino Regalado & Asociados.

## Galeria

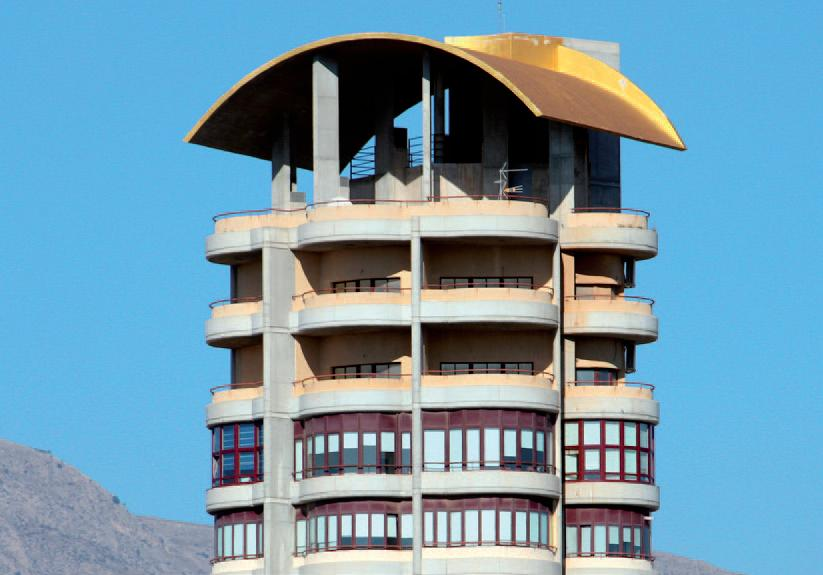
Coberta superior
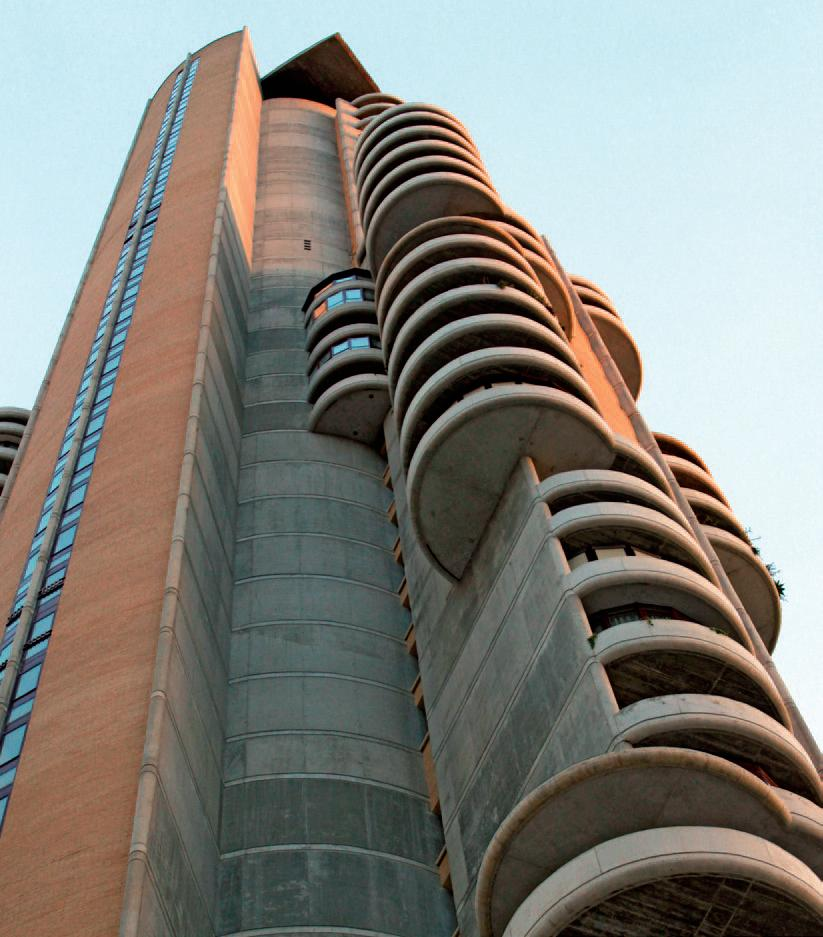
Part posterior
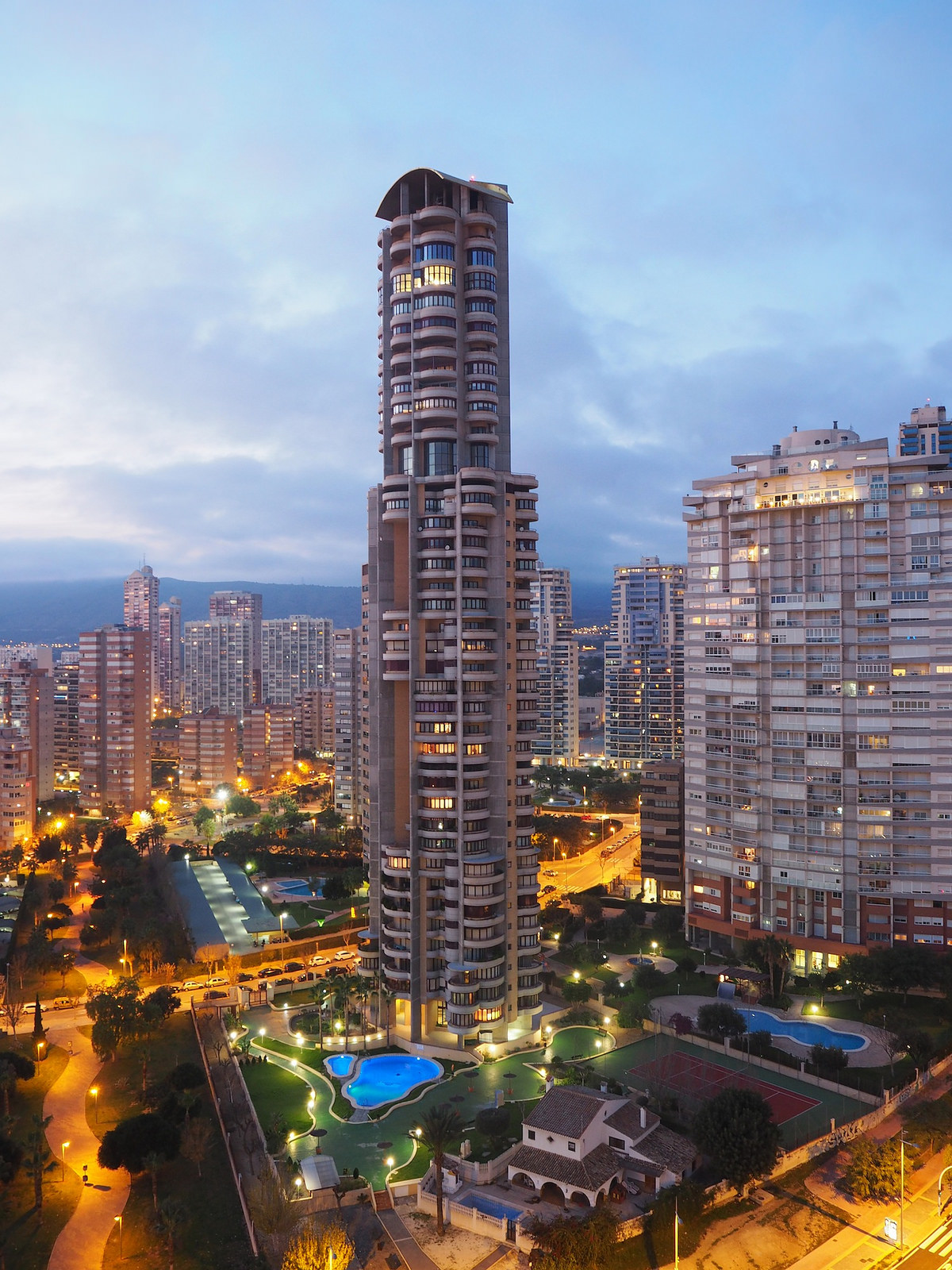
Vista nocturna